# Sebastião Lazaroni
Sebastião Lazaroni (sinh ngày 25 tháng 9 năm 1950) là một cựu cầu thủ và huấn luyện viên bóng đá người Brasil. Ông từng dẫn dắt Đội tuyển bóng đá quốc gia Brasil từ 1989-1990.